# Tokyo Metro série 15000
La série 15000 (15000系, 15000-kei) du Tokyo Metro est un type de rame automotrice exploitée depuis 2010 sur la ligne Tōzai du métro de Tokyo au Japon.

## Description
La série 15000 est basée sur le modèle A-train du constructeur Hitachi. Les rames sont composées de 10 voitures.
L'espace voyageurs se compose de banquettes longitudinales. Des sièges prioritaires sont installés aux extrémités de chaque voitures.

## Histoire
La première rame est entrée en service le 7 mai 2010.

## Services
Affectées à la ligne Tōzai, les rames circulent également sur les lignes de banlieue interconnectées : la ligne Chūō-Sōbu et la ligne Tōyō Rapid.

## Galerie photos

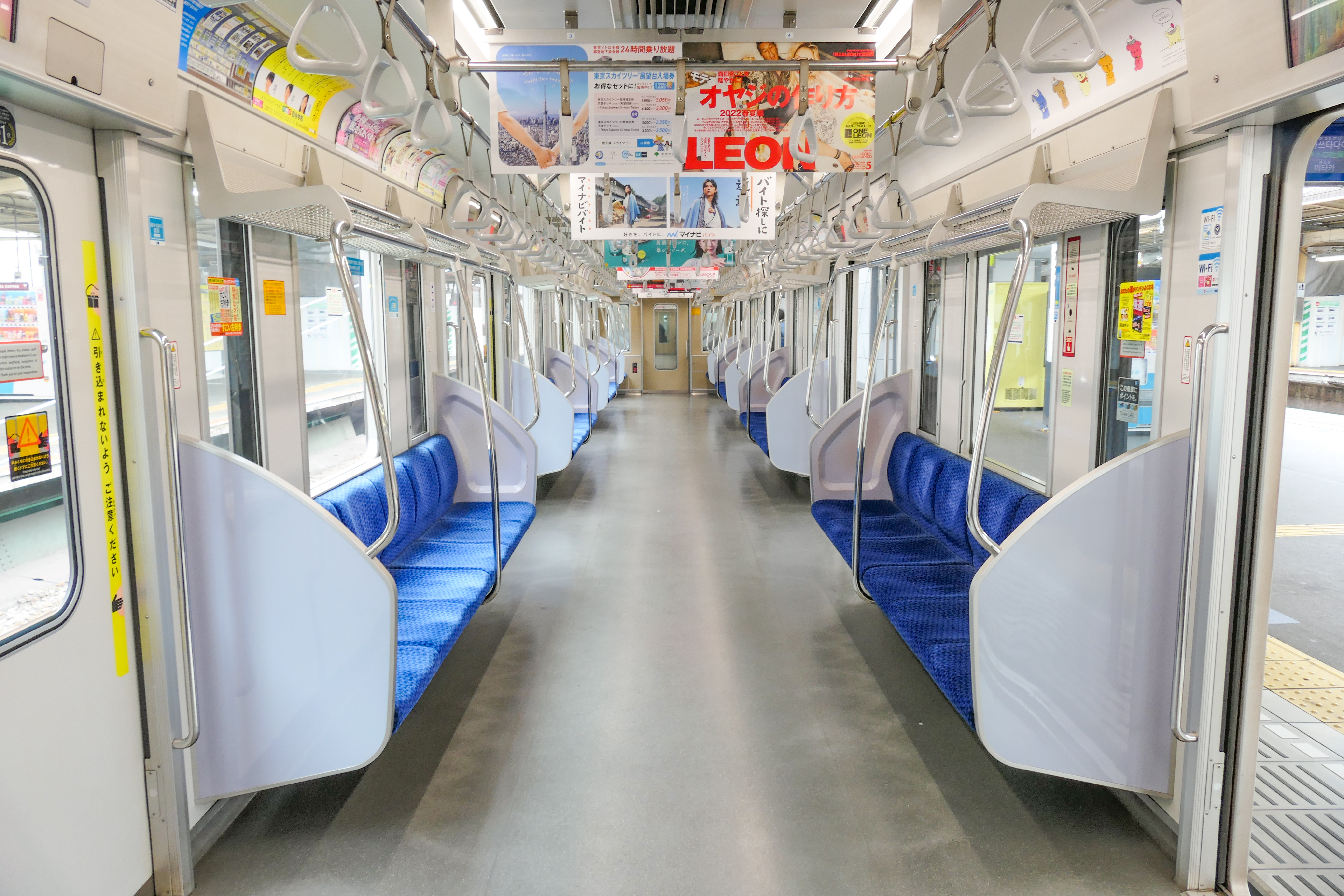
Intérieur de la rame.
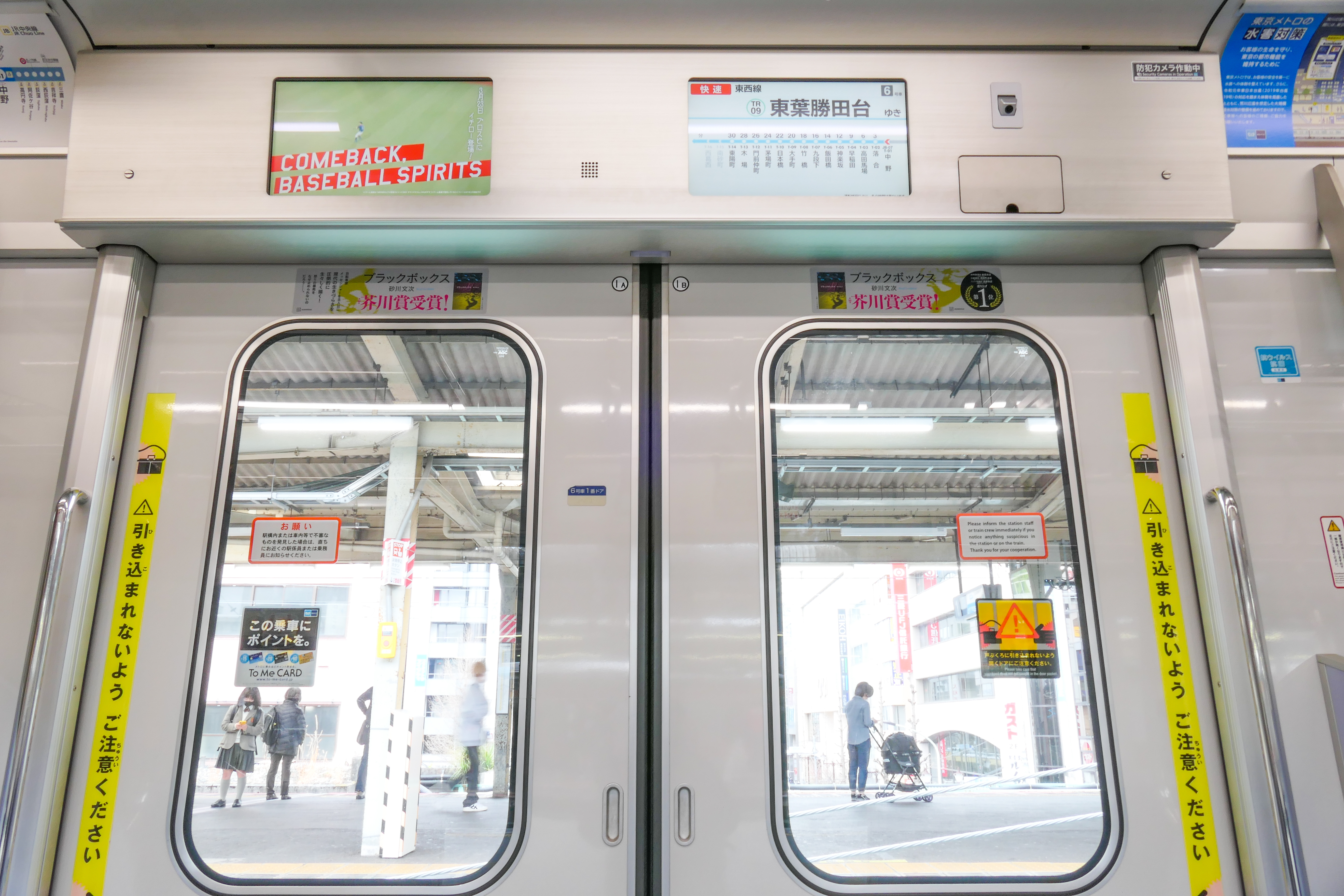
Ecran d'information voyageurs.
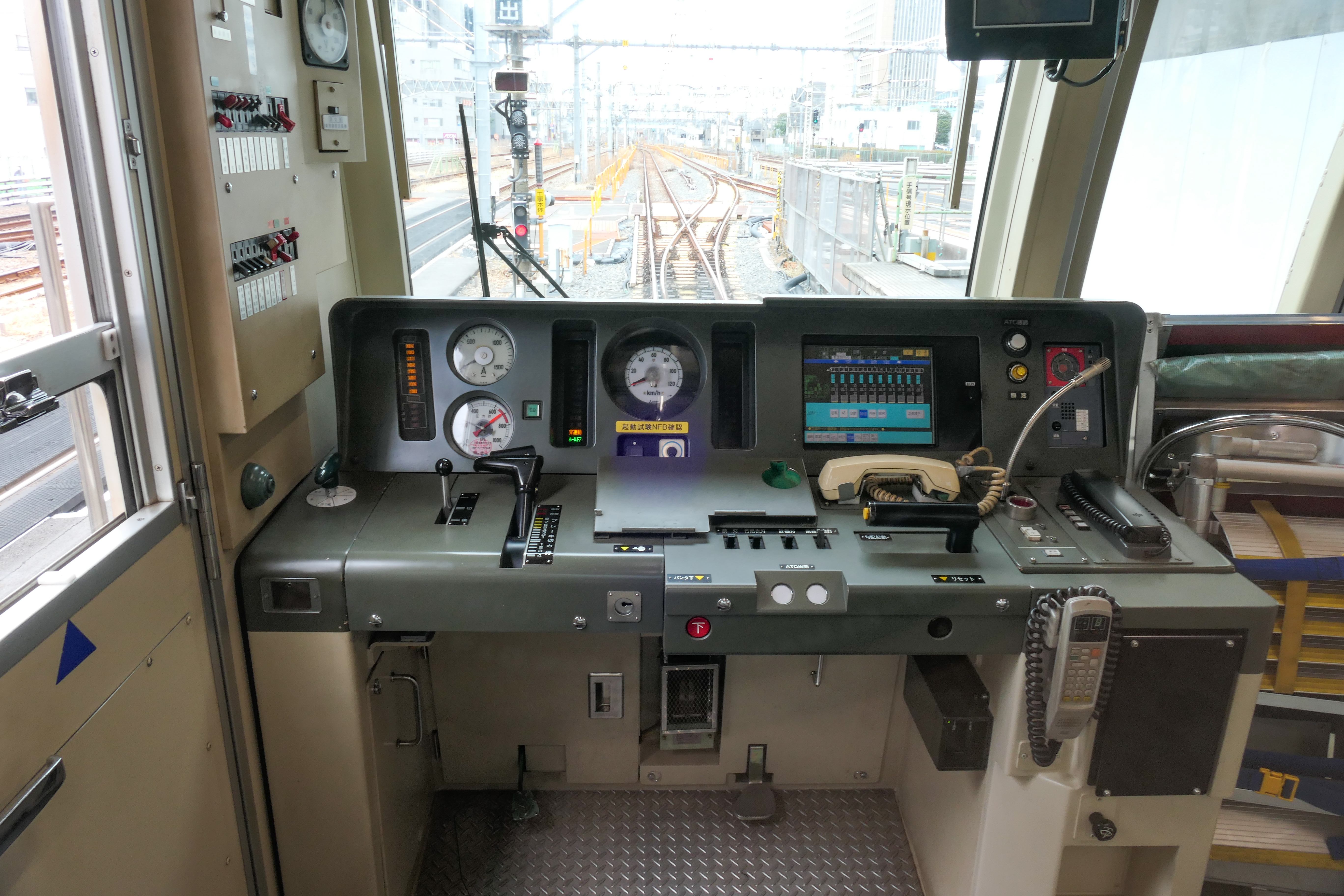
Cabine de conduite.